# Nézsa
Nézsa è un comune dell'Ungheria di 1.149 abitanti (dati 2001). È situato nella contea di Nógrád.